# День усиновлення
Де́нь усино́влення — свято України, яке щороку припадає 17 вересня та збігається із днем християнського свята Віри, Надії, Любові та матері їхньої Софії.

## Історія свята
Свято встановлено в Україні «…ураховуючи суспільну значущість усиновлення в забезпеченні права кожної дитини на виховання в сім'ї, з метою підтримки та розвитку національного усиновлення…» згідно з Указом Президента України «Про День усиновлення» від 27 листопада 2008 року № 1088/2008.
Про встановлення свята було оголошено на Всеукраїнському форумі усиновлювачів, який проходив 27 листопада 2008 року в Києві.

### Зміна дати
У зв'язку з реформою церковного календаря в Україні, день християнського свята Віри, Надії, Любові та матері їхньої Софії, з 2023 року відзначається 17 вересня. 28 липня 2023 Президент України Володимир Зеленський підписав відповідний указ про перенесення Дня усиновлення з 30 вересня на 17 вересня.